# Семухіна
Сему́хіна (рос. Семухина) — присілок у складі Туринського міського округу Свердловської області.
Населення — 62 особи (2010, 72 у 2002).
Національний склад населення станом на 2002 рік: росіяни — 93 %.